# Zawada (Mrągowo)
Pour les articles homonymes, voir Zawada.
Zawada est un village de Pologne, situé dans le gmina de Mrągowo, dans le powiat de Mrągowo, dans la voïvodie de Varmie-Mazurie.